# Rijksarchief te Eupen

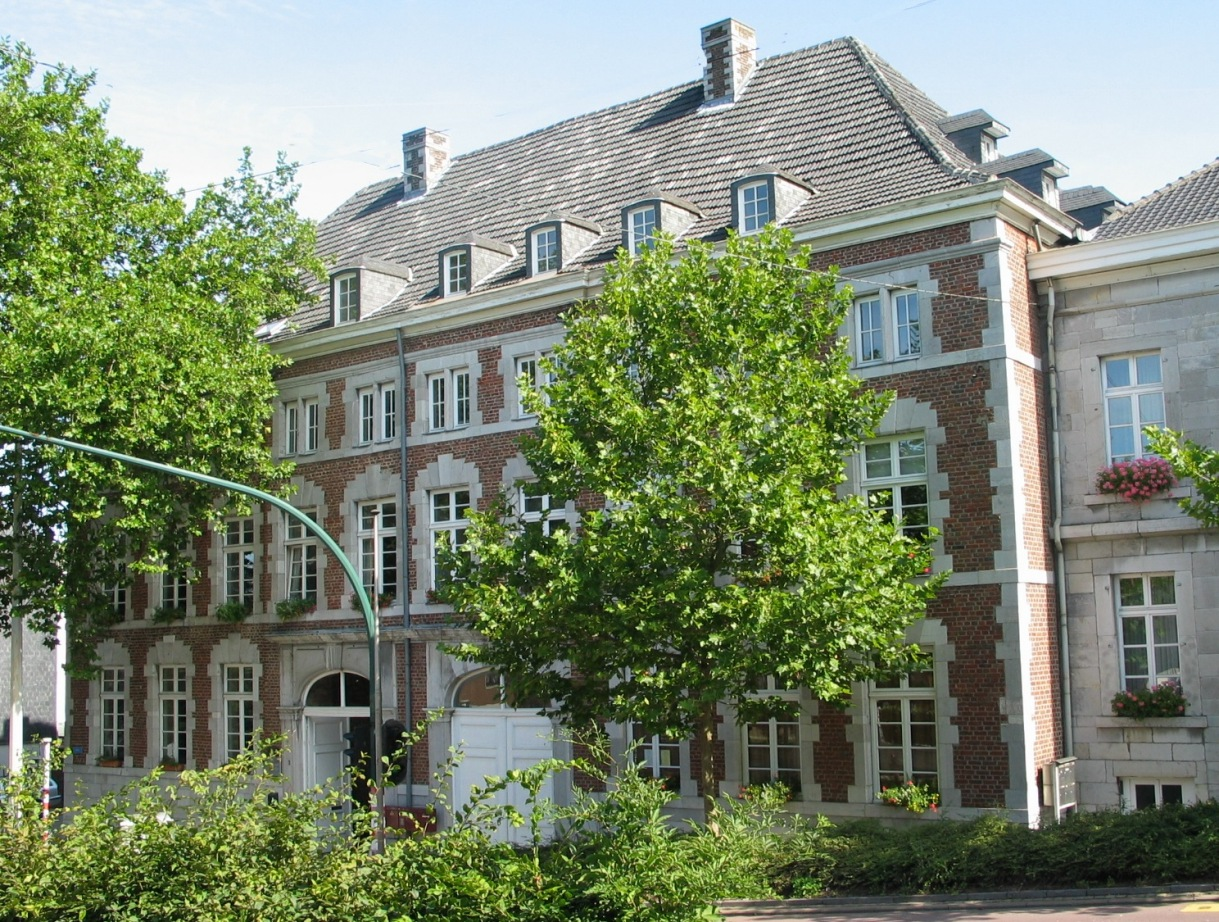
Gebouw van het Rijksarchief te Eupen.

Het Rijksarchief te Eupen (in het Duits Staatsarchiv Eupen en in het Frans Archives de l'État à Eupen), is een van de twintig archiefbewaarplaatsen van het Belgische Rijksarchief.
Dit Rijksarchief is sinds 1988 gevestigd aan de voet van de Kaperberg, huisnummers n°2-4, in de nabijheid van het station van Eupen (provincie Luik).
Het gebouw, dat werd opgetrokken in 1721, was vroeger eigendom van lakenwever Rehrmann.

## Wat vindt men in het Rijksarchief te Eupen?
Het Rijksarchief te Eupen bewaart het archief van instellingen, instanties, families en particulieren waarvan de  zetel of wettelijke verblijfplaats zich bevindt of bevond in het gerechtelijk arrondissement Eupen, in de provincie Luik. Het arrondissement Eupen bestaat vandaag uit de gemeentes Eupen, Amel, Büllingen, Burg-Reuland, Bütgenbach, Kelmis, Lontzen, Raeren en St-Vith.
Het publiek kan er, met inachtneming van het privé-karakter van sommige gegevens, onder meer volgend archief raadplegen:
- archief van plaatselijke overheidsinstellingen uit het ancien régime: heerlijkheden, enz.
- gerechtelijk archief : Parket van Malmedy, handelsrechtbank van Verviers (1931), politierechtbanken van Eupen (1945-1974) en Malmedy (1920-1932), Vredegerecht van Bütgenbach (1789-1797), Eupen (1852-1861) en Malmedy (1820-1942), enz.
- archief van de regering en van het ministerie van de Duitstalige Gemeenschap (opgericht in 1984).
- archief van gedecentraliseerde rijksdiensten.
- archief van regionale overheden: arrondissementscommissariaten van Eupen (1919-1940) en Malmedy (1919-1923), regering van Eupen-Malmedy (1873-1925), enz.
- gemeentearchief.
- archief van de notarissen van het gerechtelijk arrondissement Eupen : A. Spiess (1901-1919), A. Theissen (1776-1800), A.T. Ahrweiler (1823-1825), A.T. Bartholet (1738-1769), C. Baptiste (1793-1829), enz.
- parochieregisters.
- registers van de burgerlijke stand.
- kerkelijk archief : kapucijnenklooster te  Eupen (1750-1796), parochies, protestantse kerk van Eupen, enz.
- bedrijfsarchief : melkerijen van Bütgenbach (1932-1941), Engelsdorf/Ligneuville (1931-1940), Mirfeld (1934-1943), Nidrum (1934-1941), firma Wilhelm Peters und Co (Eupen), enz.
- archief van privépersonen die een belangrijke maatschappelijke rol hebben gespeeld.